# Leptolaena abrahamii
Leptolaena abrahamii – gatunek rośliny z rodziny Sarcolaenaceae, występujący naturalnie na Madagaskarze, na terenach dawnych prowincji Fianarantsoa (między innymi w Parku Narodowym Ranomafana) i Toamasina, w rezerwatach Analamazaotra oraz Zahamena. 

## Etymologia
Gatunek został nazwany na cześć Jeana Prospera Abrahama, który był pracownikiem leśnym na Madagaskarze, stacjonującym przez większość swojej kariery w Moramanga i Perinet, gdzie zebrano materiał opisujący Leptolaena abrahamii.

## Siedlisko
Jego naturalnym siedliskiem jest średniej wysokości wilgotny lub półsuchy las. Zasięg występowania wynosi 10 080 km² (obszar wykorzystywany: 3 329 km²). W roku 2004 liczba dorosłych osobników została oszacowana na 2 632 (14 subpopulacji, w tym 3 – na obszarach chronionych).

## Morfologia
PokrójKrzew lub drzewo dorastające do 4–15 m wysokości. Pierśnica pnia osiąga 72 cm. Pędy są krótkie i owłosione.
LiścieLiście są wąskie i mają jajowaty, silnie sierpowaty kształt. Mają długość 2,5–4,5 cm i szerokość 1,3–2,5 cm. Wierzchołek liścia jest spiczasty i nieco zawinięty. Nerwy główne są bardzo wyraźne, zwłaszcza od spodu liści. Nerwów drugorzędnych jest od 14 do 22 i są wyraźne od spodu, z wierzchu lekko widoczne. Ogonek liściowy ma długość 3–4 cm i średnicę 0,5–0,8 mm. Jest słabo owłosiony. Przylistki są krótkotrwałe, lecz pozostawiają po sobie trwałe blizny.
KwiatyKwiatostan wiechowaty składający się z 20–40 kwiatów. Działki kielicha są odwrotnie jajowate. Maja długość 2,5–4 mm. Na zewnątrz są gęsto biało owłosione, wewnątrz nagie. Płatki są wąsko-eliptyczne. Mają 8–9 mm długości i 1,8–2,2 mm szerokości i są jasnożółte. Kwiaty mają 8–10 pręcików o długości 5 mm. Pylniki wysokości 0,8 mm są w kształcie podkowy. Zalążnia jest jajowata, pokryta gęstymi jasnobrązowymi włoskami. Mierzy 5–6 mm długości. Znamię ma półkolisty kształt.
OwoceOwoce mają jajowaty bądź eliptyczny kształt. Mierzą 4–5 mm długości i 2,5–3,5 mm szerokości. Są całkowicie zamknięte w trwałych działkach kielicha i podsadce.

## Ochrona
W Czerwonej księdze gatunków zagrożonych został zaliczony do kategorii EN – gatunków zagrożonych wyginięciem. Ma ograniczony i rozczłonkowany zasięg występowania, w efekcie czego przewiduje się w przyszłości spadek jego populacji o 50–80%. Przyczynami zagrożeń są wpływy wypalania stosowanego w związku z działalnością rolniczą, spadek liczebności populacji zwierząt przenoszących nasiona (wrażliwe na zmiany siedliska ptaki i lemury) oraz eksploatacja drewna przez ludzi. 

## Zastosowanie
Leptolaena abrahamii jest selektywnie wykorzystywany w budownictwie ze względu na korzystne właściwości jego drewna. Lokalnie jest wykorzystywany także jako roślina lecznicza oraz do produkcji napojów alkoholowych (z kory wytwarzany jest rum).